# Heby kommun
59°56′N 16°51′Ø / 59.933°N 16.850°Ø
Heby kommune ligger i landskapet Uppland i den sydvestlige del af det svenske län Uppsala län. Kommunens administrationcenter ligger i byen Heby. Før 1. januar 2007 lå kommunen i Västmanlands län.
Dalälven udgør kommunens nordgrænse. Der er store skovområder og en varieret vildtbestand i kommunen.

## Byer
Heby kommune har syv byer.
Indbyggere pr. 31. december 2005.
| #  | By         | Indbyggere |
| -- | ---------- | ---------- |
| 1. | Heby       | 2.687      |
| 2. | Östervåla  | 1.570      |
| 3. | Morgongåva | 1.351      |
| 4. | Tärnsjö    | 1.262      |
| 5. | Harbo      | 702        |
| 6. | Vittinge   | 480        |
| 7. | Runhällen  | 213        |

## Eksterne kilder og henvisninger
- Wikimedia Commons har flere filer relateret til Heby kommun
- ”Kommunarealer den 1. januar 2012” (Excel). Statistiska centralbyrån.
- ”Folkmängd i riket, län och kommuner 30 juni 2012”. Statistiska centralbyrån.